# Xerolycosa nemoralis
Xerolycosa nemoralis là một loài nhện trong họ Lycosidae.
Loài này thuộc chi Xerolycosa. De wolfspin được Johan Peter Westring miêu tả năm 1861.

## Hình ảnh

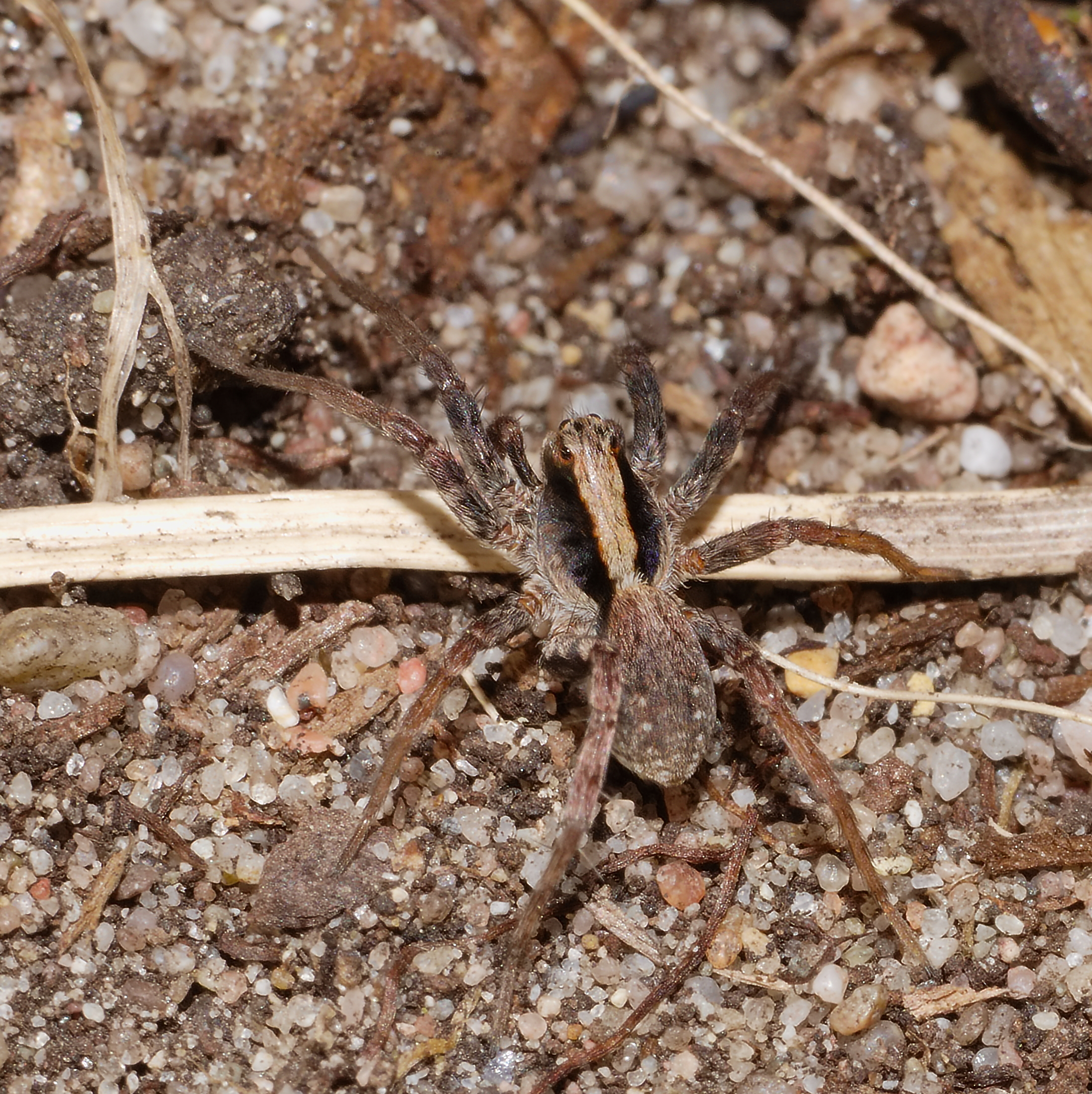
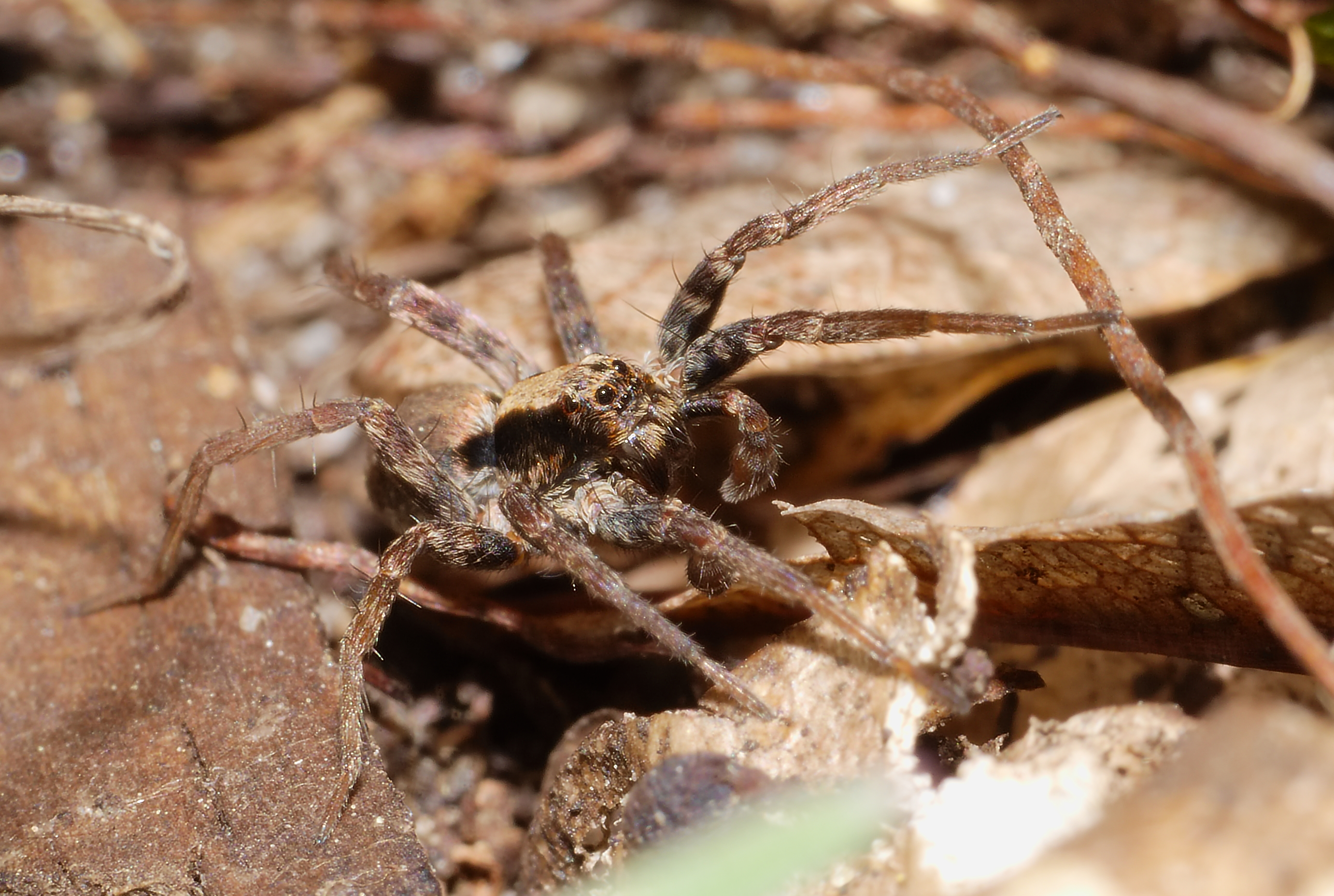
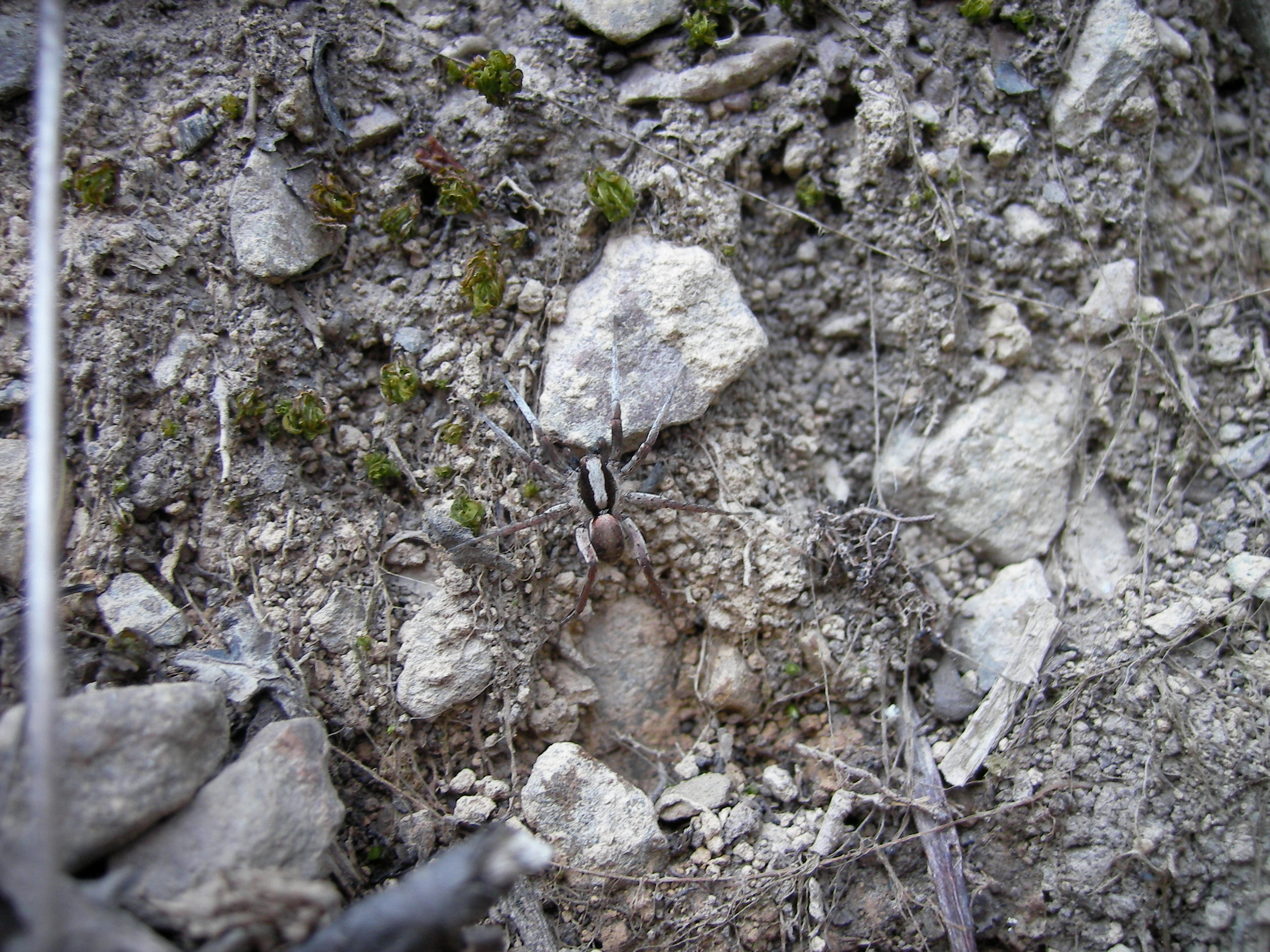
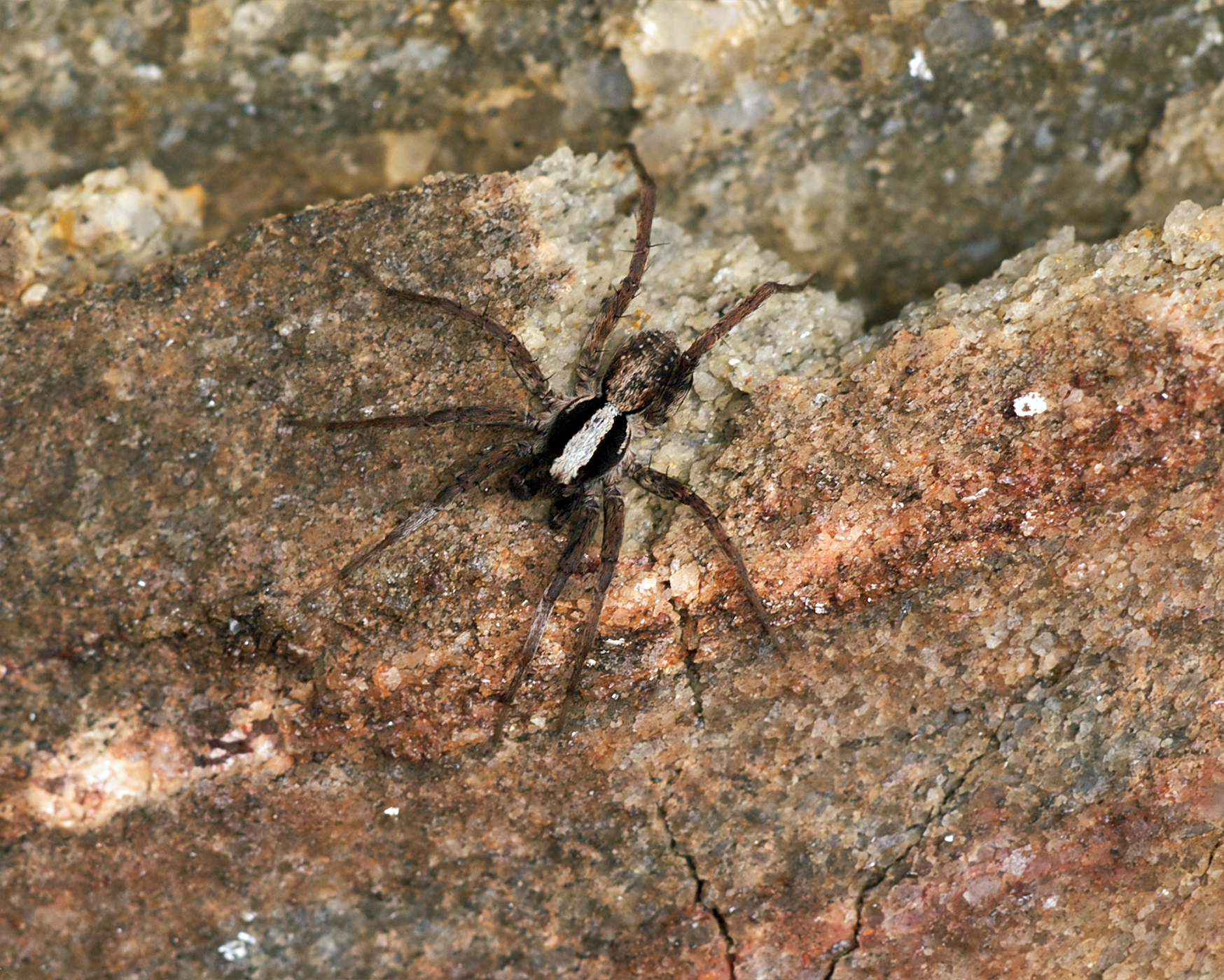